# Route principale 28 (Suisse)
Pour les articles homonymes, voir H28 et Route 28.

La Route principale 28 est une route principale suisse reliant officiellement Landquart à Müstair (frontière italienne). La route a la particularité de se prolonger au Liechtenstein jusqu'à Schaan sur 13 kilomètres avec le même numéro.
La portion entre Landquart et le portail nord du tunnel de la Vereina est appelée route du Prättigau, et fait partie du réseau des routes nationales suisses depuis 2000.

## Parcours au Liechtenstein
- Schaan
- Vaduz

## Parcours
- Landquart  (début tronçon en commun)   
  -  Pont sur la Landquart
- vers Seewis im Prättigau
- vers Grüsch
- vers Schiers
  -  Pont sur la Landquart
- Jenaz  (fin tronçon en commun)
  -  Pont sur la Landquart
- vers Luzein
- Küblis
- Saas im Prättigau
- vers Serneus
- Klosters
  -  Pont sur la Landquart
  -  Gotschnatunnel
- Wolfgang (col)
- Davos
- Col de la Flüela
- Susch  (début tronçon commun)
  -  Pont sur l'Inn
- Zernez  (fin tronçon commun)
  - Entrée dans le Parc national suisse
- Tunnel de Munt La Schera, liaison vers Livigno (IT)
  - Sortie du Parc national suisse
- Col de l'Ofen
- Tschierv
- Valchava
- Santa Maria Val Müstair
- Müstair
- (frontière italienne)
  -  vers Taufers im Münstertal (Bolzano)

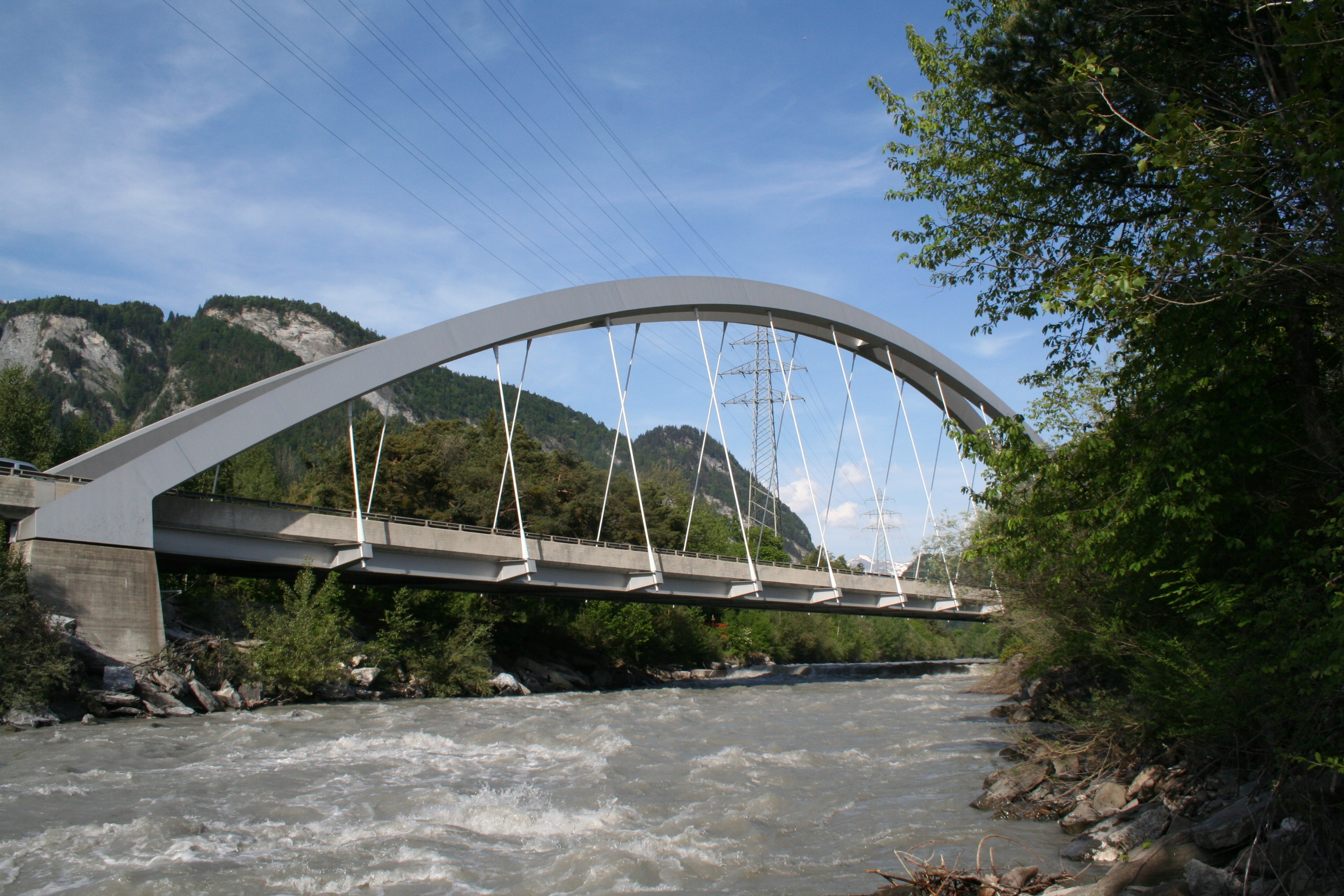
Pont sur la Landquart à Landquart
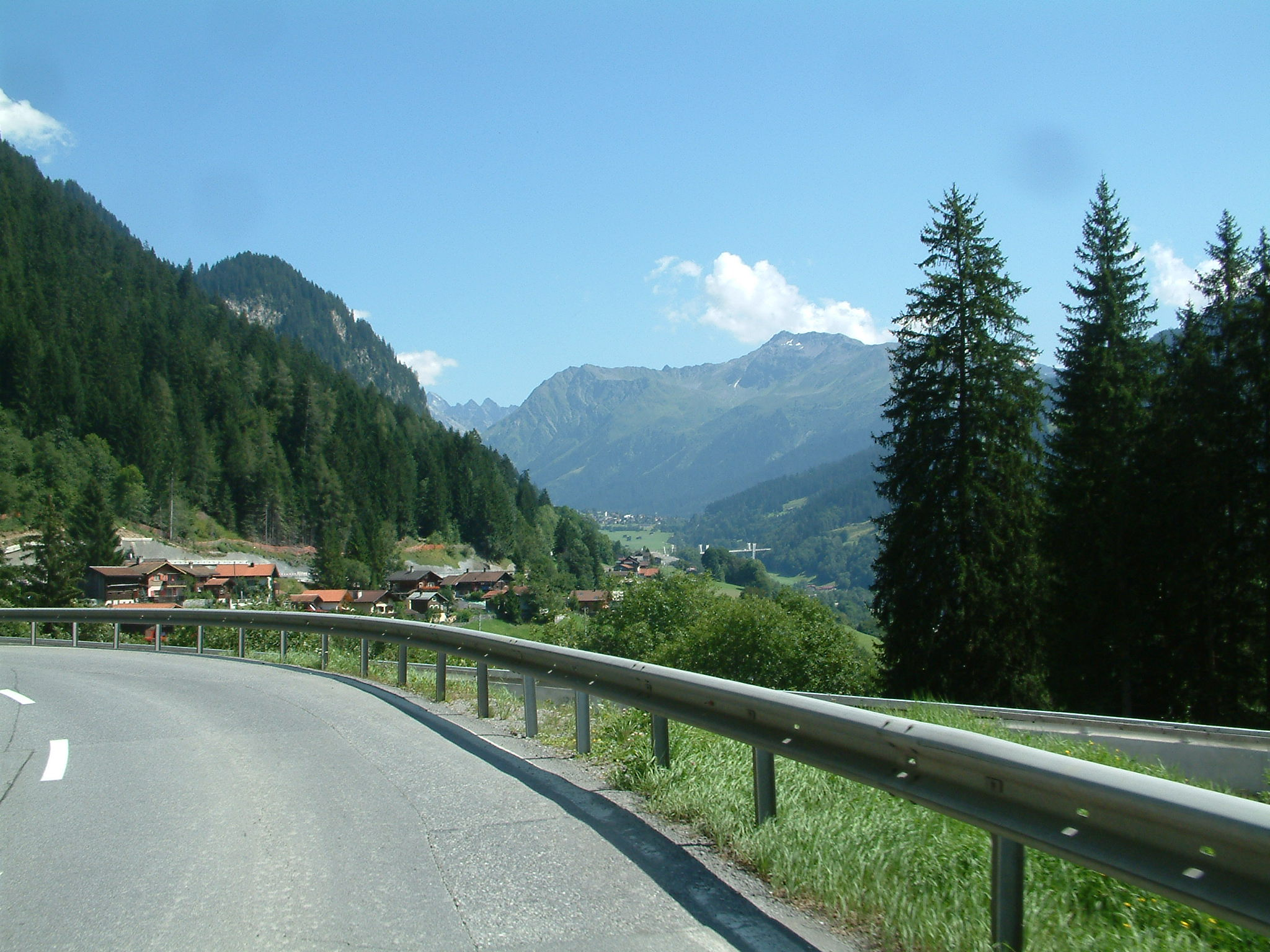
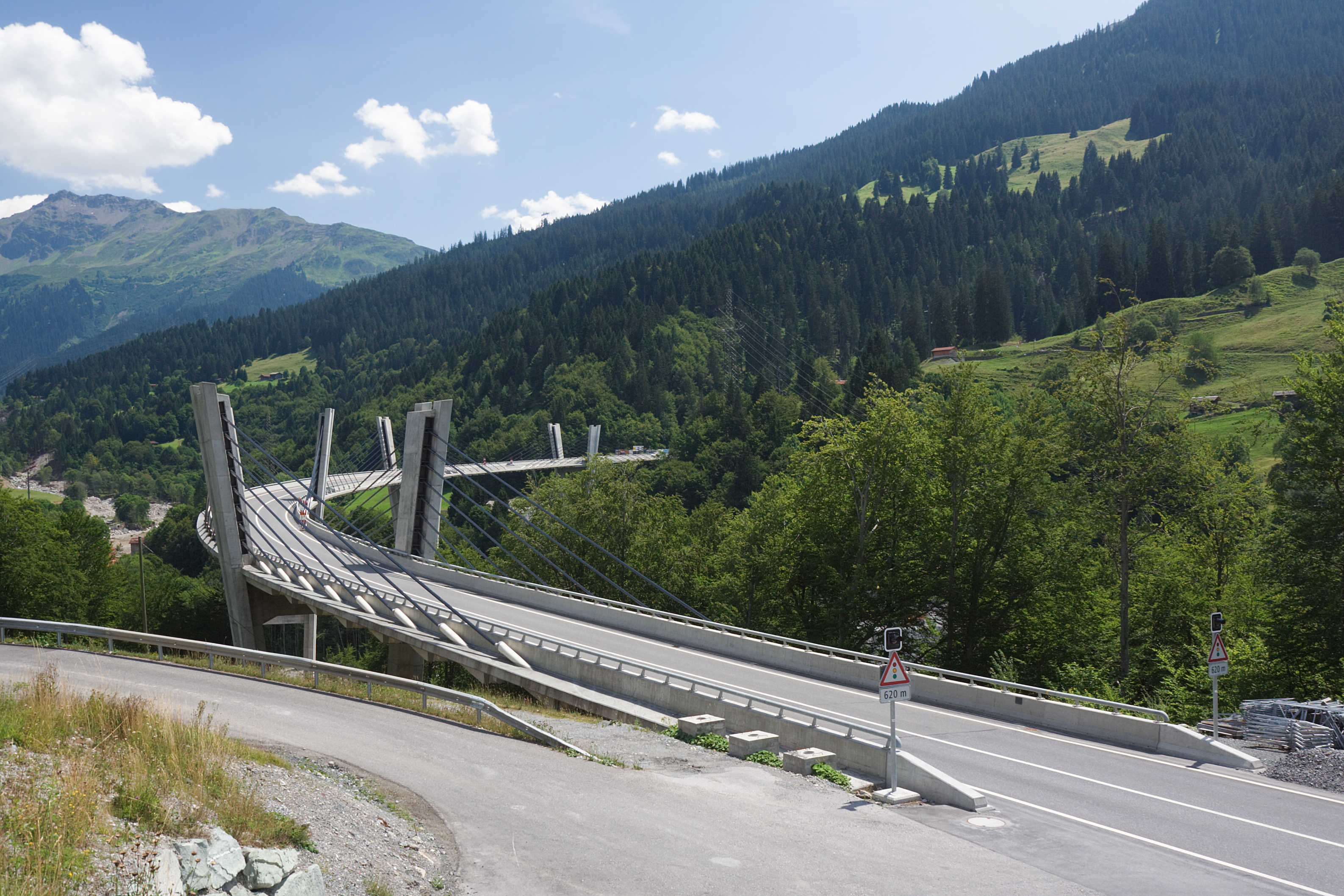
Sunnibergbruecke
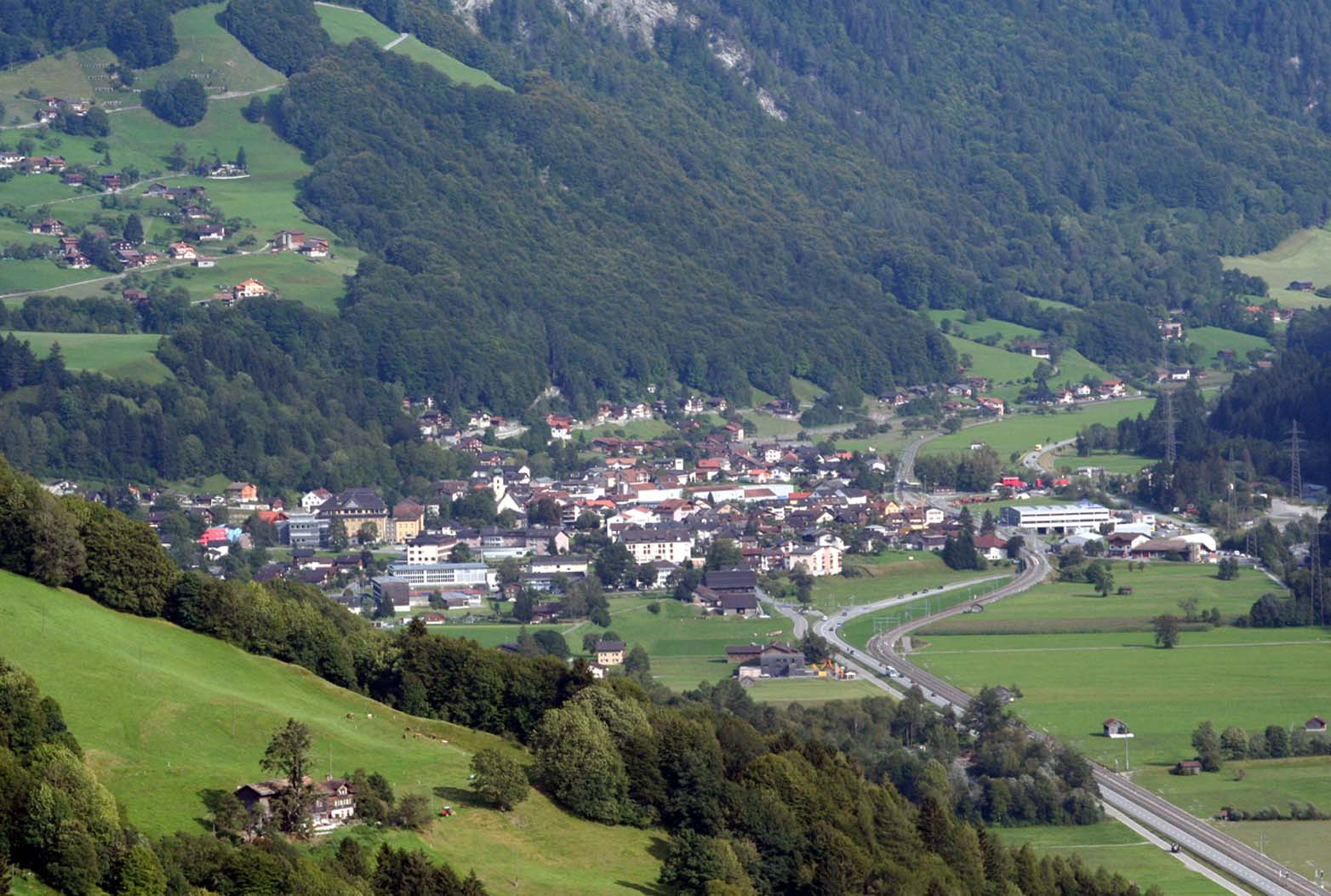
Schiers
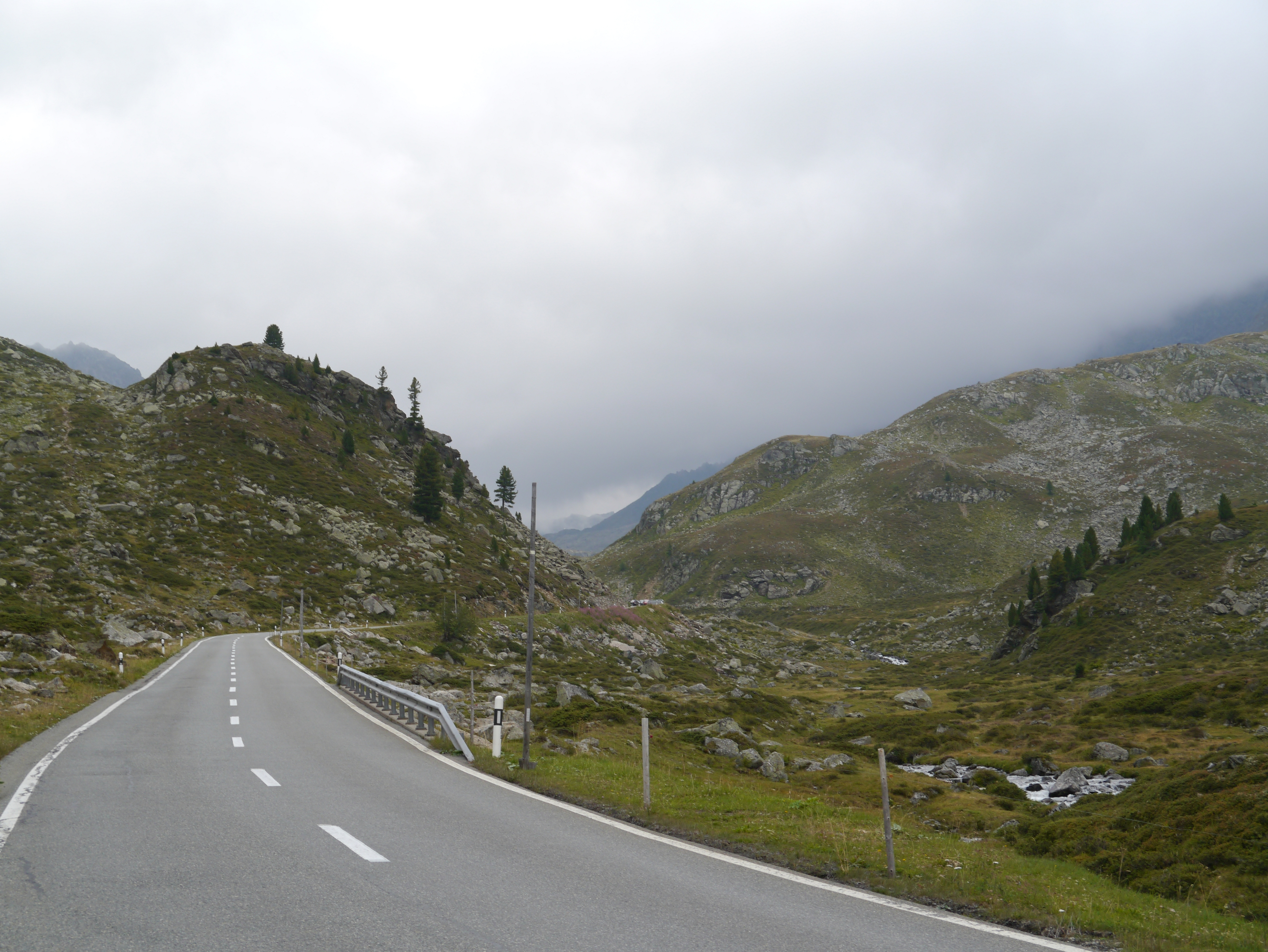
Route du Col de la Flüela
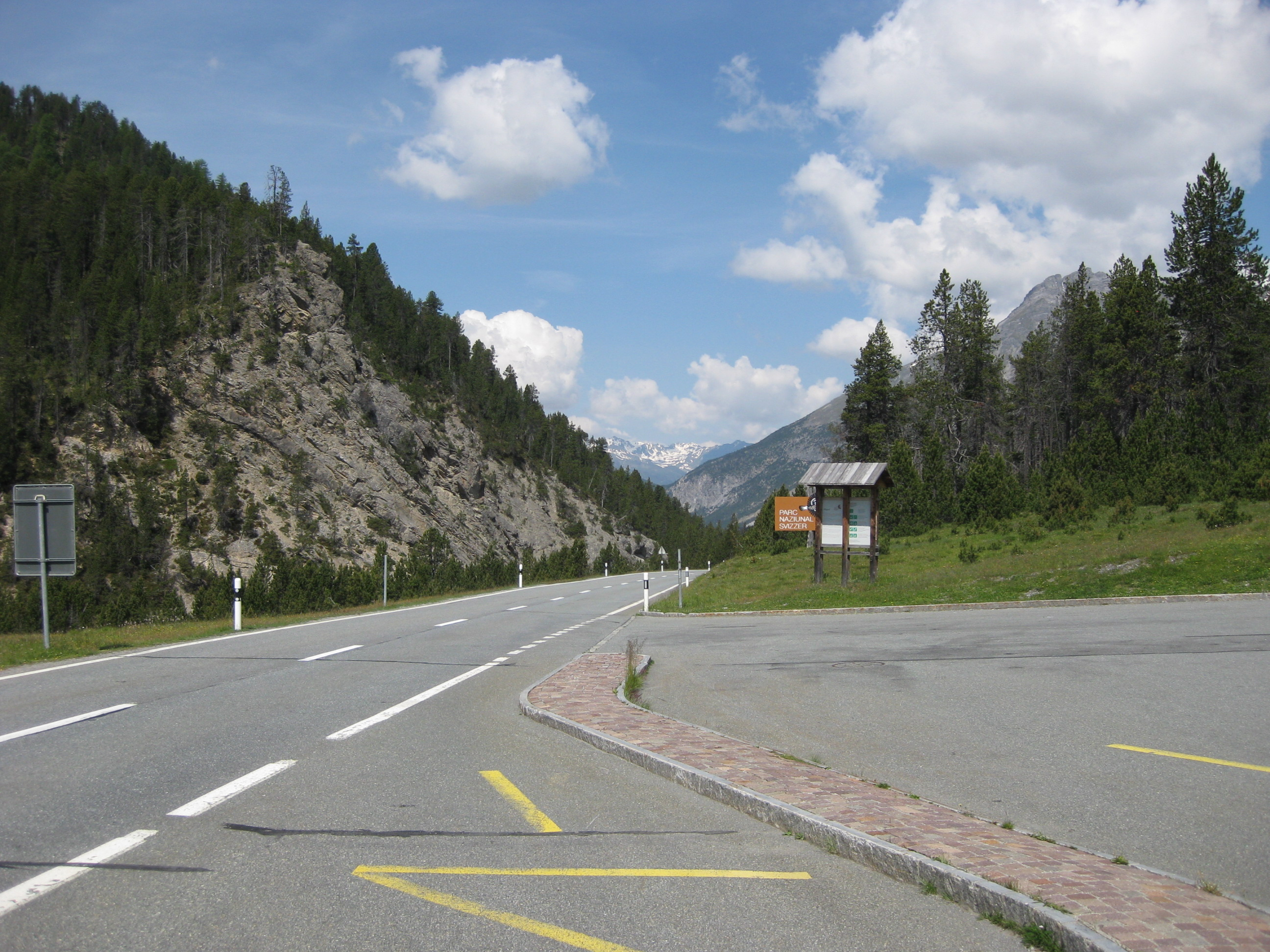
Entrée de la H28 dans le Parc national suisse